# Diancistrus machidai
Diancistrus machidai är en fiskart som beskrevs av Schwarzhans, Møller och Nielsen 2005. Diancistrus machidai ingår i släktet Diancistrus och familjen Bythitidae. Inga underarter finns listade i Catalogue of Life.